# Lele Marchitelli
Daniele Marchitelli, detto Lele (Roma, 12 gennaio 1955), è un compositore e bassista italiano.

## Biografia
Dagli anni novanta è autore delle musiche di programmi comici come Avanzi, Tunnel, Pippo Chennedy Show, L'ottavo nano e Stati generali. Scrive inoltre le musiche delle canzoni interpretate da Corrado Guzzanti e dagli altri componenti del gruppo Avanzi Sound Machine. Grazie a lui e alla sua band sono stati invitati e sono apparsi per la prima volta nella televisione italiana artisti di livello internazionale come Nirvana, Elvis Costello e Youssou N'Dour. Sempre per la televisione è autore di colonne sonore per Sciuscià, per vari documentari e spot pubblicitari.
In ambito cinematografico ha collaborato come autore di colonne sonore per film di importanti registi quali Giuseppe Piccioni, Renato De Maria, Cinzia TH Torrini, Riccardo Milani, Carlo Verdone, Paolo Sorrentino. Nel 2020 entra a far parte dell’Oscar Academy Award.

## Vita privata
Dal 1993 è il compagno della conduttrice televisiva e scrittrice Serena Dandini.

## Filmografia

### Cinema
- Spettri, regia di Marcello Avallone (1987)
- Il grande Blek, regia di Giuseppe Piccioni (1987)
- Volevamo essere gli U2, regia di Andrea Barzini (1992)
- Sono pazzo di Iris Blond, regia di Carlo Verdone (1996)
- Il segreto del giaguaro, regia di Antonello Fassari (2000)
- Alla rivoluzione sulla due cavalli, regia di Maurizio Sciarra (2001)
- Ma che colpa abbiamo noi, regia di Carlo Verdone (2003)
- Coppi e la dama bianca: frammenti di un amore controcorrente, regia di Maurizio Sciarra (2003) - documentario
- Quale amore, regia di Maurizio Sciarra (2006)
- Piano, solo, regia di Riccardo Milani (2007)
- Chi è di scena. Il Petruzzelli torna a vivere, regia di Maurizio Sciarra (2009) - documentario
- Schiaffo alla mafia, regia di Stefania Casini (2010) - documentario
- La grande bellezza, regia di Paolo Sorrentino (2013)
- Noi 4,  regia di Francesco Bruni (2014)
- Benedetta follia, regia di Carlo Verdone (2018)
- Loro, regia di Paolo Sorrentino (2018)
- È stata la mano di Dio, regia di Paolo Sorrentino (2021)
- Per tutta la vita, regia di Paolo Costella (2021)
- C'è ancora domani, regia di Paola Cortellesi (2023)
- Parthenope, regia di Paolo Sorrentino (2024)

### Televisione
- L'aquila della notte - film TV (1994)
- The Young Pope, regia di Paolo Sorrentino - serie TV (2016)
- Il mondo sulle spalle, regia di Nicola Campiotti - film TV (2019)
- Omicidio a Easttown (Mare of Easttown) – miniserie TV, 7 puntate (2021)

## Programmi televisivi (parziale)
- Avanzi, regia di Franza Di Rosa (1991-1993) - varietà
- Tunnel, regia di Franza Di Rosa (1994) - varietà
- Pippo Chennedy Show, regia di Franza Di Rosa (1997) - varietà
- Sciuscià, regia di Andrea Soldani (2002-2002) - talk-show
- L'ottavo nano, regia di Igor Skofic (2001) - varietà
- Stati generali, regia di Caterina Pollini (2019-2020) - varietà

## Riconoscimenti
David di Donatello
- 2008 - candidatura alla Migliore colonna sonora per Piano, solo
- 2014 - candidatura alla Migliore colonna sonora per La grande bellezza

Globo d'oro
- 2013 - candidatura alla Migliore musica per La grande bellezza

Nastro d'argento
- 1997 - candidatura alla Migliore colonna sonora per Sono pazzo di Iris Blond
- 2002 - candidatura alla Migliore colonna sonora per Alla rivoluzione sulla due cavalli
- 2003 - candidatura alla Migliore colonna sonora per Ma che colpa abbiamo noi
- 2007 - candidatura alla Migliore colonna sonora per Quale amore
- 2008 - candidatura alla Migliore colonna sonora per Piano, solo
- 2013 - candidatura alla Migliore colonna sonora per La grande bellezza

Ciak d'oro
- 2023 - Migliore colonna sonora per C'è ancora domani